# Liste der Kulturgüter in Biglen
Die Liste der Kulturgüter in Biglen enthält alle Objekte in der Gemeinde Biglen im Kanton Bern, die gemäss der Haager Konvention zum Schutz von Kulturgut bei bewaffneten Konflikten, dem Bundesgesetz vom 20. Juni 2014 über den Schutz der Kulturgüter bei bewaffneten Konflikten sowie der Verordnung vom 29. Oktober 2014 über den Schutz der Kulturgüter bei bewaffneten Konflikten unter Schutz stehen.
Objekte der Kategorie A sind im Gemeindegebiet nicht ausgewiesen, Objekte der Kategorie B sind vollständig in der Liste enthalten, Objekte der Kategorie C fehlen zurzeit (Stand: 24. Januar 2024). Unter übrige Baudenkmäler sind geschützte Objekte zu finden, die im Bauinventar des Kantons Bern als «schützenswert» verzeichnet sind.

## Kulturgüter
| Foto | | Objekt                                                                  | Kat. | Typ | Standort                             | Beschreibung |
| ---- | -------------------------------------------------------------------------------------------------- | ----------------------------------------------------------------------- | ---- | --- | ------------------------------------ | --- |
| ja   | Datei hochladen · Wikidata zu Reformierte Kirche, Zehntspeicher und Bauernhaus Bichsel (Q29651855) | Reformierte Kirche, Zehntspeicher und Bauernhaus Bichsel KGS-Nr.: 00792 | B    | G   | Kirchweg 3, 5, 8, 8a 614400 / 197500 | Im Jahr 1521 erbautes Kirchengebäude an erhöhter Lage. Schlichter spätgotischer Rechtecksaal mit eingezogenem dreiseitigem Chor unter fortlaufendem Satteldach. Nordseitig daran angebaut wurde 1806 ein dreigeschossiger Turm unter polygonalem Spitzhelm. Ebenfalls zum Ensemble gehören das Bauernhaus Bichsel von 1812, ein markanter Bohlenständerbau mit Ründe und Walmdach, sowie der kurz vor 1680 erbaute Zehntspeicher, ein Blockbau mit Satteldach. |

## Übrige Baudenkmäler
Hinweis: Anstelle der KGS-Nummer wird als Objekt-Identifikator (ID) die Grundstücksnummer verwendet.
| ID  | Foto |                                                          | Objekt                                        | Typ | Standort                            | Beschreibung |
| --- | ---- | -------------------------------------------------------- | --------------------------------------------- | --- | ----------------------------------- | ------------ |
| 6   | BW   | Datei hochladen                                          | Pfarrhaus (1758)                              | G   | Pfarrhausweg 2 614434 / 197536      |              |
| 71  | ja   | Datei hochladen · Wikidata zu Zehntspeicher (Q113001495) | Zehntenspeicher (kurz vor 1680)               | G   | Kirchweg 5 614384 / 197516          |              |
| 76  | BW   | Datei hochladen                                          | Schüpbachhaus (1840)                          | G   | Bärenstutz 12 614484 / 197469       |              |
| 80  | BW   | Datei hochladen                                          | Industriebau (1904)                           | G   | Rohrstrasse 56 614529 / 197096      |              |
| 86  | BW   | Datei hochladen                                          | Gasthof Bären (1936)                          | G   | Bärenstutz 17 614442 / 197480       |              |
| 113 | BW   | Datei hochladen                                          | Bauernhaus (1914)                             | G   | Enetbach 80 614461 / 198046         |              |
| 113 | BW   | Datei hochladen                                          | Speicher (2. Hälfte 18. Jh.)                  | G   | Enetbach 80a 614471 / 198062        |              |
| 119 | BW   | Datei hochladen                                          | Wohnhaus (1895)                               | G   | Mühlestützli 1 614618 / 197448      |              |
| 144 | BW   | Datei hochladen                                          | Heinigerspeicher (1. Hälfte 17. Jh.)          | G   | Pfarrhausweg 5a 614422 / 197562     |              |
| 152 | BW   | Datei hochladen                                          | Bauernhaus (spätes 18. Jh.)                   | G   | Rothackerstrasse 20 614529 / 197096 |              |
| 156 | BW   | Datei hochladen                                          | Gasthof Kreuz (um 1830)                       | G   | Rohrstrasse 44 614826 / 197039      |              |
| 157 | BW   | Datei hochladen                                          | Bauernhaus (1785)                             | G   | Grippelen 90 614980 / 198245        |              |
| 167 | BW   | Datei hochladen                                          | Bauernhaus (frühes 19. Jh.)                   | G   | Auf dem Weibel 100 614946 / 197585  |              |
| 167 | BW   | Datei hochladen                                          | Speicher (um 1810)                            | G   | Auf dem Weibel 100a 614900 / 197605 |              |
| 167 | BW   | Datei hochladen                                          | Stöckli (1787)                                | G   | Auf dem Weibel 101 614992 / 197545  |              |
| 192 | ja   | Datei hochladen · Wikidata zu Bauernhaus (Q113001562)    | Bauernhaus von (1812)                         | G   | Kirchweg 8 614361 / 197467          |              |
| 192 | BW   | Datei hochladen                                          | Speicher (2. Hälfte 18. Jh.)                  | G   | Kirchweg 8a 614337 / 197444         |              |
| 196 | BW   | Datei hochladen                                          | Mühlestöckli (1837)                           | G   | Bärenstutz 2 614606 / 197423        |              |
| 198 | BW   | Datei hochladen                                          | Käsehandelshaus (um 1870)                     | G   | Arnistrasse 4 614573 / 197496       |              |
| 206 | BW   | Datei hochladen                                          | Bauernhaus (Mitte 19. Jh.)                    | G   | Hofacker 84 614769 / 198276         |              |
| 216 | BW   | Datei hochladen                                          | Speicher (1741)                               | G   | Enetbach 65a 614336 / 197869        |              |
| 219 | BW   | Datei hochladen                                          | Wohnstock (1783)                              | G   | Enetbach 63 614352 / 197843         |              |
| 227 | BW   | Datei hochladen                                          | Bauernhaus (1879)                             | G   | Enetbach 62 614318 / 197814         |              |
| 232 | BW   | Datei hochladen                                          | Bauernhaus (1870)                             | G   | Enetbach 61 614260 / 197823         |              |
| 241 | BW   | Datei hochladen                                          | Ehemaliges Bauernhaus (spätes 18. Jh.)        | G   | Kirchweg 2 614362 / 197514          |              |
| 255 | BW   | Datei hochladen                                          | Bauernhaus (spätes 18. Jh.)                   | G   | Enggist 40 613570 / 197147          |              |
| 264 | BW   | Datei hochladen                                          | Bauernhaus (1793)                             | G   | Hasli 5 614809 / 196574             |              |
| 280 | BW   | Datei hochladen                                          | Wohnhaus (1896)                               | G   | Rothackerstrasse 1 614605 / 197110  |              |
| 285 | BW   | Datei hochladen                                          | Ehemaliges Bauernhaus (spätes 18. Jh.)        | G   | Rohrstrasse 30 614166 / 197257      |              |
| 290 | BW   | Datei hochladen                                          | Speicher (2. Hälfte 17. Jh.)                  | G   | Oberfeld 47a 613603 / 197371        |              |
| 290 | BW   | Datei hochladen                                          | Spätbarocker Wohnstock (Ende 18. Jh.)         | G   | Oberfeld 48 613606 / 197443         |              |
| 311 | BW   | Datei hochladen                                          | Speicher (1679)                               | G   | Hohle 12a 614377 / 197320           |              |
| 314 | BW   | Datei hochladen                                          | Gewerbe- und Kleinbauernhaus (spätes 18. Jh.) | G   | Riedhaldeweg 1 613984 / 197317      |              |
| 316 | BW   | Datei hochladen                                          | Speicher (1805)                               | G   | Lugibächli 97b 615196 / 198097      |              |
| 330 | BW   | Datei hochladen                                          | Hochstudhaus (Mitte 18. Jh.)                  | G   | Hohle 16 614367 / 197363            |              |
| 629 | BW   | Datei hochladen                                          | Bauernhaus (1680)                             | G   | Dürrenthan 86 615044 / 198362       |              |
| 695 | BW   | Datei hochladen                                          | Wohnhaus (1903)                               | G   | Hohle 13 614340 / 197341            |              |
| 760 | BW   | Datei hochladen                                          | Wohnhaus (1. Viertel 19. Jh.)                 | G   | Rohrstrasse 49 614487 / 197136      |              |